# NGC 5250
NGC 5250 is een lensvormig sterrenstelsel in het sterrenbeeld Grote Beer. Het hemelobject werd op 26 april 1789 ontdekt door de Duits-Britse astronoom William Herschel.

## Synoniemen
- UGC 8594
- MCG 9-22-85
- ZWG 271.53
- PGC 47997